# Patch Grove, Wisconsin
Patch Grove là một làng thuộc quận Grant, tiểu bang Wisconsin, Hoa Kỳ. Năm 2006, dân số của làng này là 166 người.